# Bruszani
Bruszani (mac. Брушани) – wieś w południowej Macedonii Północnej, terytorialnie i administracyjnie należąca do gminy Kawadarci. Według stanu na 2002 rok jej liczebność wynosiła 2 mieszkańców.

położenie wsi na mapie gminy

Według danych ze spisu powszechnego przeprowadzonego w 2002 roku, wieś Bruszani zamieszkiwały 2 osoby deklarujące następującą narodowość: 
- Macedończycy – 2 (100%)